# Oculina
Oculina es un género de foraminífero bentónico considerado homónimo posterior de Oculina Lamarck, 1816, y sustituido por Ophthalmidium de la familia Ophthalmidiidae, de la superfamilia Cornuspiroidea, del suborden Miliolina y del orden Miliolida. Su especie tipo era Oculina liasica. Su rango cronoestratigráfico abarcaba el Liásico (Jurásico inferior).

## Discusión
Clasificaciones más recientes hubiesen incluido Oculina en la superfamilia Nubecularioidea.

## Clasificación
Oculina incluía a las siguientes especies:
- Oculina carinata †
- Oculina cretacea †
- Oculina liasica †
- Oculina nucleus †
- Oculina porosa †